# Abbaye Saint-Martin de Tournai

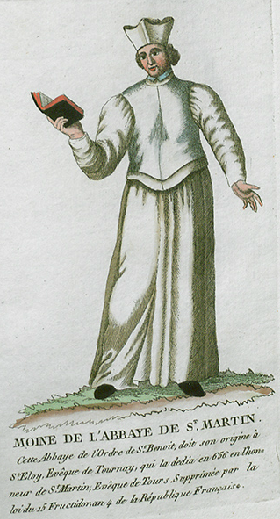
Moine de l'Abbaye de St. Martin

Pour les articles homonymes, voir Abbaye Saint-Martin et Saint-Martin.
L'abbaye Saint-Martin, située au cœur de la ville de Tournai, a pour origine un monastère fondé au VIIe siècle par saint Éloi pour évangéliser la région. Alors que les invasions normandes mettent fin provisoirement à la vie monastique, Odon de Tournai refonde le monastère à la fin du XIe siècle. Il adopte la règle de saint Benoît pour sa communauté et est nommé abbé.
L’abbaye prend alors rapidement un grand essor, en particulier grâce à son atelier de scribes et de copistes. À la fin du XIIIe siècle, une petite centaine de moines gèrent un vaste domaine foncier et immobilier, avec une quarantaine de prieurés, des bois, une vingtaine de moulins et l’exercice de droit de justice en de nombreux endroits. Au début du XIVe siècle cependant, la mauvaise gestion ruine l'abbaye.
Au XVIIIe siècle, de grands travaux sont entrepris. Le meilleur architecte de l’époque, Laurent-Benoît Dewez, fait construire un grandiose palais abbatial. Mais la Révolution française dans les Pays-Bas méridionaux chasse les religieux puis supprime l'abbaye en 1797. Le quartier abbatial sauvegardé lors de la démolition de l'abbaye abrite, depuis 1830, l’administration communale de la ville de Tournai.

## Historique

### Origines et fondation du monastère
Avant même l’édit de tolérance du christianisme dans l’Empire romain (313) promulgué par l’empereur Constantin, saint Piat (mort à Tournai vers 286) évangélisait la région de Tournai, alors bourg romain (Tornacum) ayant une certaine importance. Des chrétiens y sont présents dès le IVe siècle.
Une nouvelle évangélisation commence au VIIe siècle avec saint Éloi, évêque de Noyon et Tournai, qui, pour promouvoir l’activité missionnaire dans la région du Tournaisis, fonde un monastère à Tournai. Les invasions normandes mettent fin à la vie monastique.

### Refondation du monastère par Odon de Tournai
Lorsque Odon, écolâtre de la cathédrale de Tournai et homme de grande culture se convertit à une vie spirituelle plus intense, et décide de se faire moine, l’évêque Radbod II et les autorités de la ville tentent de le garder chez eux en lui offrant, le 2 mai 1092, ce qui reste des bâtiments à l’abandon de l’ancien monastère Saint-Martin. En 1092, avec quelques élèves devenus disciples, Odon fonde une communauté d’abord canoniale, et bientôt monastique. Ils sont rapidement une vingtaine.

### Règle monastique, essor, rayonnement de l'abbaye
Ce sont d'abord les coutumes de Cluny qui y sont suivies, telles qu'elles existent à l'abbaye d'Anchin. Mais, suivant le conseil d'Alvise, abbé d’Anchin, Odon adopte, en 1095, la règle de saint Benoît pour sa communauté. L’ancien écolâtre est élu abbé et est ordonné évêque le 4 mars 1095. Sous sa direction, l’abbaye prend rapidement un grand essor, en particulier grâce à son atelier de scribes et copistes. L'abbaye compte 70 moines en 1105. L’abbaye devient un centre culturel et religieux de renom, ou spiritualité et littérature religieuse ont une place prépondérante. Odon fait copier de nombreuses œuvres de l'Antiquité par 12 scribes dirigés par le moine Rodulphe. 
Au temporel, le monastère est prospère. Une brasserie y est en activité. À la fin du XIIIe siècle une petite centaine de moines gèrent un vaste domaine foncier et immobilier, à l’aide d’une quarantaine de prieurés (dont celui de Frasnes-lez-Gosselies), des bois, une vingtaine de moulins et l’exercice de droit de justice en de nombreux endroits. 

### Abbaye en crise auXIVesiècle
Au début du XIVe siècle, l’abbaye passe par une crise grave. La mauvaise gestion, les dépenses fastueuses alors que la région est en pleine récession économique due à d’incessants conflits, font que l’abbaye est ruinée. C’est ce que découvre une enquête papale faite en 1332. L’abbé et plusieurs moines sont alors excommuniés. Un nouvel abbé est nommé, Gilles Le Muisit — 17e abbé de Saint-Martin — qui parvient à rétablir la situation au temporel, mais au spirituel, l’abbaye ne retrouvera jamais le même prestige. 

### Rebond de l'abbaye auXVIIIesiècle
Sous l’abbatiat de Robert Delezenne (XVIIIe siècle) — qui sera le dernier abbé — de grands travaux sont entrepris. Une nouvelle église abbatiale est édifiée. Il est fait appel au meilleur architecte de l’époque, Laurent-Benoît Dewez, pour la construction d’un grandiose palais abbatial, ayant une façade de 130 mètres de long. Les travaux durent de 1763 à 1767.

### Suppression de l'abbaye auXIXesiècle
La Révolution française et ses excès subséquents dans les Pays-Bas méridionaux signent l’arrêt de mort de l’abbaye Saint-Martin, comme de tant d’autres. Les religieux sont chassés le 18 novembre 1796, puis l'abbaye est supprimée en 1797, avant d'être en grande partie démolie. Son impressionnante église sert de temple de la Raison quelque temps avant d’être démolie à son tour, vidée de ses richesses et pillée. 
Le quartier abbatial, facilement transformable en résidence de luxe est cependant sauvegardé. L’administration communale de la ville de Tournai l’occupe provisoirement en 1809, et s’y installe définitivement en 1830, lorsque la Belgique devient indépendante.

### XXesiècle
L'ancien palais abbatial de 1763 construit selon les plans de Dewez, devenu l'hôtel de ville de Tournai en 1809, a beaucoup souffert en mai 1940.

## Personnalités de l'abbaye

### Abbés
- Odon de Tournai, abbé en 1095, bien aidé par l'abbé Aymeric d'Anchin pour rétablir la règle de Saint-Benoît dans son monastère[3].
- Hériman de Tournai († 1147), 3e abbé, de 1127 à 1137, fut également chroniqueur des débuts de l'abbaye.
- Gilles Le Muisit (1272-1353), 17e abbé, poète et historien.
- Jacques Muevin (1296-1339), abbé et chroniqueur.
- Dom Mathieu Fiévet (XIVe siècle), abbé, professeur de droit canon à Paris et écrivain.
- Jules de Médicis, futur Clément VII, est abbé de 1519 à 1523, à l'époque de la commende[2].
- Jacques De Maquais, abbé de 1583 à 1604, auteur de travaux ascétiques et théologiques.
- Robert Delezenne, dernier abbé.

### Moines
- Amand Duchâtel, avant 1200, est un d'abord un moine de l'abbaye Saint-Martin de Tournai, puis le prieur de l'abbaye Saint-Sauveur d'Anchin, puis le prélat de l'abbaye Sainte-Rictrude et Saint-Pierre de Marchiennes. Il fut peut-être écrivain ou chroniqueur[4].
- Alulfe, chantre et auteur d'un Grégorial (XIIe siècle).

## Patrimoine
- Le palais abbatial est aujourd’hui l'hôtel de ville de Tournai. C'est un chef-d’œuvre exemplaire du classicisme de la Renaissance (XVIIIe siècle). Son fronton triangulaire de pierre blanche porte encore les armoiries du dernier abbé de Saint-Martin, Robert Delezenne. Incendié et fort endommagé par les bombardements allemands durant la Seconde Guerre mondiale (16 mai 1940), il a été restauré, meublé et décoré tel qu’il était au XVIIIe siècle.

- Un portail monumental, daté 1722, permet l'entrée dans la cour d'honneur du palais abbatial.

- Le cloître gothique, dont il ne reste qu’un côté, fut édifié vers 1500[2].

- Une crypte romane du XIIe siècle, rectangulaire, à deux nefs, subsiste sous le palais abbatial. Les caves y sont de robustes celliers romans voûtés[2].

- L'ancienne grange aux dîmes, élevée en 1663, a été convertie en cinéma[5].

- L’autel de l’église abbatiale disparue se trouve dans la cathédrale de Tournai.

- Un certain nombre de manuscrits et livres enluminés de la bibliothèque de l’abbaye se trouvent au musée d’histoire et d’archéologie de la ville de Tournai.